# Maikon Leite
Maikon Fernando Souza Leite (ur. 3 sierpnia 1988 w Mogi das Cruzes) – brazylijski piłkarz występujący na pozycji prawego skrzydłowego, obecnie zawodnik meksykańskiego Atlasu.

## Kariera klubowa
Maikon Leite jest wychowankiem zespołu EC Santo André, do którego seniorskiej drużyny, występującej wówczas w drugiej lidze brazylijskiej, został włączony jako dziewiętnastolatek. W 2008 roku wygrał z nią rozgrywki drugiej ligi stanowej – Campeonato Paulista Série A2, mimo młodego wieku notując świetne występy, dzięki czemu niedługo potem trafił do giganta brazylijskiej piłki – klubu Santos FC. W Campeonato Brasileiro Série A dał mu zadebiutować trener Cuca, 5 lipca 2008 w przegranym 0:1 spotkaniu z Athletico Paranaense, zaś premierowego gola w najwyższej klasie rozgrywkowej strzelił 30 lipca tego samego roku w wygranej 1:0 konfrontacji z Internacionalem. Po obiecującym początku jego rozwój znacznie zahamowały kontuzje – w sierpniu 2008 doznał kontuzji stawu kolanowego, przez którą musiał pauzować przez dziewięć miesięcy, zaś w czerwcu 2009 zerwał więzadła krzyżowe przednie, co oznaczało kolejną, tym razem siedmiomiesięczną przerwę od treningów. Mimo sporadycznych występów w 2009 roku zajął z Santosem drugie miejsce w lidze stanowej – Campeonato Paulista, a w 2010 roku wygrał te rozgrywki.
W maju 2010, nie potrafiąc wywalczyć sobie miejsca w pierwszym składzie, udał się na wypożyczenie do niżej notowanej ekipy Athletico Paranaense z siedzibą w Kurytybie, gdzie z kolei spędził kolejne kilka miesięcy, często pojawiając się na boiskach. Po powrocie do Santosu jego sytuacja uległa poprawie; w 2011 roku, notując regularne występy, po raz drugi z rzędu wygrał ligę stanową, a także triumfował w najbardziej prestiżowych rozgrywkach kontynentu – Copa Libertadores, u boku Ganso, Elano czy Neymara. Zaraz potem na zasadzie wolnego transferu przeniósł się do klubu SE Palmeiras z São Paulo, gdzie szybko został jednym z ważniejszych graczy drużyny prowadzonej przez Luiza Felipe Scolariego. W 2012 roku zdobył ze swoją ekipą krajowy puchar – Copa do Brasil, lecz jednocześnie spadł do drugiej ligi brazylijskiej. Sam pozostał jednak w najwyższej klasie rozgrywkowej, w lipcu 2013 na zasadzie wypożyczenia przenosząc się do Clube Náutico Capibaribe z siedzibą w Recife, gdzie spędził pół roku jako kluczowy zawodnik zespołu, lecz podobnie jak z Palmeiras zanotował z nim relegację do drugiej ligi brazylijskiej.
Wiosną 2014 Maikon Leite wyjechał do Meksyku, zostając zawodnikiem tamtejszego zespołu Club Atlas z miasta Guadalajara. W Liga MX zadebiutował 11 stycznia 2014 w przegranym 1:3 pojedynku z Leónem i w tym samym meczu strzelił także pierwszą bramkę w nowym klubie.
| Sezon     | Klub                     | Kraj     | Rozgrywki | Mecze | Bramki |
| --------- | ------------------------ | -------- | --------- | ----- | ------ |
| 2007      | EC Santo André           | Brazylia | Série B   |       |        |
| 2008      | EC Santo André           | Brazylia | Série B   | 5     | 2      |
| 2008      | Santos FC                | Brazylia | Série A   | 10    | 2      |
| 2009      | Santos FC                | Brazylia | Série A   | 3     | 0      |
| 2010      | Santos FC                | Brazylia | Série A   | 1     | 0      |
| 2010      | Athletico Paranaense     | Brazylia | Série A   | 22    | 4      |
| 2011      | Santos FC                | Brazylia | Série A   | 1     | 0      |
| 2011      | SE Palmeiras             | Brazylia | Série A   | 21    | 3      |
| 2012      | SE Palmeiras             | Brazylia | Série A   | 23    | 2      |
| 2013      | SE Palmeiras             | Brazylia | Série B   | 2     | 0      |
| 2013      | Clube Náutico Capibaribe | Brazylia | Série A   | 23    | 8      |
| 2013/2014 | Club Atlas               | Meksyk   | Liga MX   | 16    | 4      |
| 2014/2015 | Club Atlas               | Meksyk   | Liga MX   |       |        |